# Condado de Cowley
O Condado de Cowley é um dos 105 condados do estado americano de Kansas. A sede do condado é Winfield, e sua maior cidade é Winfield. O condado possui uma área de 2 933 km² (dos quais 16 km² estão cobertos por água), uma população de 36 291 habitantes, e uma densidade populacional de 12 hab/km² (segundo o censo nacional de 2000). O condado foi fundado em 26 de fevereiro de 1867.